# Duale Paarung
Die duale Paarung ist in der Mathematik eine Abbildung, die einem Vektor und einem linearen Funktional eine Zahl zuweist. Sie stellt eine Verallgemeinerung des Skalarproduktes dar.
Das Ziel ist es, mathematische Begriffe, die von einem Skalarprodukt herrühren (wie etwa die Frage, ob zwei Vektoren senkrecht zueinander sind), in Räumen zu verwenden, in denen man kein Skalarprodukt definieren (und daher auch keine Winkel messen) kann. Der Nachteil, der sich dabei ergibt, liegt darin, dass die beiden Vektoren, deren Skalarprodukt man berechnet (um beispielsweise ihren Winkel zu erhalten), aus unterschiedlichen Vektorräumen stammen.
In der Physik tauchen Ansätze der dualen Paarung beispielsweise im Bra-Ket-Formalismus auf.

## Definition
Seien {\displaystyle X} und {\displaystyle Y} zwei Vektorräume über einem Körper {\displaystyle \mathbb {K} }. Wenn eine (nicht ausgeartete) Bilinearform {\displaystyle \langle ,\rangle :X\times Y\to \mathbb {K} } existiert, dann nennt man {\displaystyle X} und {\displaystyle Y} in Dualität. Die Abbildung
{\displaystyle \langle \cdot ,\cdot \rangle :X\times Y\rightarrow \mathbb {K} ,\quad (x,l)\mapsto \langle x,l\rangle :=l(x)}
nennt man duale Paarung.
In der Regel ist {\displaystyle X} mit einer Topologie ausgestattet und man wählt für {\displaystyle Y} nicht irgendeinen Vektorraum, sondern den topologischen dualraum {\displaystyle X'} von {\displaystyle X}, das heißt den Raum der stetigen linearen Funktionale von {\displaystyle X}.
Sei {\displaystyle \tau } eine weitere Topologie, dann nennt man {\displaystyle \tau } kompatibel bezüglich der dualen Paarung, falls die duale Paarung bezüglich der neuen Topologie denselben topologischen Dualraum {\displaystyle X'} ergibt und somit dieselbe duale Paarung.

## Eigenschaften

### Die duale Paarung auf normierten Räumen
Ist {\displaystyle X} ein normierter Raum, so gilt
{\displaystyle (\forall x\in X:\langle x,l\rangle =0)\Rightarrow l=0}
{\displaystyle (\forall l\in X^{\prime }:\langle x,l\rangle =0)\Rightarrow x=0},
wobei die zweite Aussage ein Korollar aus dem Satz von Hahn-Banach für normierte Räume ist. In diesem Fall ist die duale Paarung eine nicht entartete bilineare Abbildung.
In normierten Räumen gilt eine Ungleichung, die eine Verallgemeinerung der Cauchy-Schwarzschen Ungleichung darstellt. Sind {\displaystyle x\in X,l\in X^{\prime }} und {\displaystyle \|l\|_{Op}} die Operatornorm von {\displaystyle l}, dann ist
{\displaystyle {\Big |}{\Big \langle }{\frac {x}{\|x\|}},l{\Big \rangle }{\Big |}={\Big |}l{\Big (}{\frac {x}{\|x\|}}{\Big )}{\Big |}\leq \|l\|_{Op}}
und daher
{\displaystyle |\langle x,l\rangle |\leq \|x\|\cdot \|l\|_{Op}.}

### Die duale Paarung auf Hilberträumen
Ist {\displaystyle X} ein Hilbertraum, so ist wegen des Darstellungssatzes von Fréchet-Riesz {\displaystyle X\cong X^{\prime }}. Ist {\displaystyle X} zudem ein reeller Vektorraum, dann ist die duale Paarung in diesem Fall identisch mit dem Skalarprodukt des Hilbertraums. Für komplexe Hilberträume ist zu beachten, dass die duale Paarung bilinear ist, im Gegensatz zum Skalarprodukt, das lediglich sesquilinear ist.
Um Verwechslung mit einem (womöglich sesquilinearen) Skalarprodukt zu vermeiden, wird in der Literatur manchmal die Schreibweise {\displaystyle \langle \cdot ,\cdot \rangle } für die duale Paarung reserviert, und für das Skalarprodukt dafür {\displaystyle (\cdot ,\cdot )} verwendet. Man erhält dann die Beziehung
{\displaystyle \langle x,y\rangle =(x,{\overline {y}}).}
Die Notation der dualen Paarung ist verträglich mit gewissen Rechenregeln, die man für adjungierte Operatoren auf Hilberträumen kennt. Ist {\displaystyle X} ein Hilbertraum,
{\displaystyle T\colon X\rightarrow X} ein linearer Operator und {\displaystyle T^{*}\colon X\rightarrow X} der adjungierte Operator, so ist
{\displaystyle (Tx,y)=(x,T^{*}y)}
für alle {\displaystyle x} im Definitionsbereich von {\displaystyle T} und alle {\displaystyle y} im Definitionsbereich von {\displaystyle T^{*}}. Ist nun {\displaystyle X} kein Hilbertraum mehr, so erhält man (da in diesem Fall kein Analogon zum Riesz-Isomorphismus existiert) als Adjungierte zu {\displaystyle T} einen Operator auf den Dualräumen {\displaystyle T^{\prime }\colon X^{\prime }\rightarrow X^{\prime }} und es gilt
{\displaystyle \langle Tx,y\rangle =y(Tx)=(T^{\prime }y)(x)=\langle x,T^{\prime }y\rangle }
für alle {\displaystyle x} im Definitionsbereich von {\displaystyle T} und alle {\displaystyle y} im Definitionsbereich von {\displaystyle T^{\prime }}.

### Gelfand-Tripel

#### Definition
Ein Nebeneinander von dualer Paarung und Skalarprodukten erhält man beispielsweise in folgender Situation. Betrachte einen Hilbertraum {\displaystyle H} und einen Teilraum {\displaystyle N}, wobei {\displaystyle N} mit einer Topologie versehen ist, die feiner als die induzierte Teilraumtopologie ist, sodass die Inklusionsabbildung {\displaystyle i\colon N\rightarrow H} stetig ist.
Wieder kann man aufgrund des Riesz-Isomorphismus {\displaystyle H} mit seinem topologischen Dualraum identifizieren. Zur Inklusionsabbildung gibt es auch eine duale Abbildung
{\displaystyle i^{\prime }:H^{\prime }\rightarrow N^{\prime }.}
Oft fordert man, dass {\displaystyle N} ein dichter Teilraum von {\displaystyle H} ist, da dann die Abbildung {\displaystyle i^{\prime }} injektiv ist und zu einer Einbettung wird. Man schreibt daher die Inklusionskette
{\displaystyle N\subset H=H^{\prime }\subset N^{\prime }},
was man als Gelfand-Tripel bezeichnet, benannt nach I. M. Gelfand. Auch hier kann man eine duale Paarung für {\displaystyle N,N^{\prime }} betrachten, die jedoch nur dann mit dem Skalarprodukt auf {\displaystyle H} in der Beziehung
{\displaystyle \langle x,y\rangle =(x,{\overline {y}})}
stehen kann, wenn {\displaystyle y} ein Element von {\displaystyle H^{\prime }} ist.

#### Beispiel
Ein wichtiges Gelfand-Tripel aus der White-Noise-Analysis ist das Tripel
{\displaystyle {\mathcal {S}}(\mathbb {R} )\subset L^{2}(\mathbb {R} )\subset {\mathcal {S}}(\mathbb {R} )^{\prime },}
wobei {\displaystyle {\mathcal {S}}(\mathbb {R} )} der Raum der schnell fallenden Funktionen (Schwartz-Raum) ist und {\displaystyle {\mathcal {S}}(\mathbb {R} )^{\prime }} sein topologischer Dualraum, der Raum der temperierten Distributionen. {\displaystyle L^{2}(\mathbb {R} )} ist der Hilbertraum der quadratisch integrierbaren Funktionen bezüglich des Lebesguemaßes. Der Schwartz-Raum ist ein dichter Teilraum und er ist ein vollständiger metrischer Raum, jedoch lässt sich auf ihm kein Skalarprodukt definieren, das seine Topologie erzeugt.
Man kann nun jedes Element {\displaystyle f} in {\displaystyle L^{2}} als temperierte Distribution auffassen, indem man die Abbildung
{\displaystyle {\overline {f}}\colon {\mathcal {S}}\rightarrow \mathbb {R} ,\quad g\mapsto \int _{\mathbb {R} }g(x)f(x)dx}
definiert (die Endlichkeit des Integrals ist eine Konsequenz der Cauchy-Schwarz-Ungleichung). Man sieht rasch, dass mit dieser Definition Skalarprodukt und duale Paarung für alle Elemente {\displaystyle {\overline {f}}\in {\mathcal {S}}(\mathbb {R} )^{\prime },g\in {\mathcal {S}}(\mathbb {R} )} übereinstimmen, wenn {\displaystyle {\overline {f}}} durch eine quadratisch integrierbare Funktion {\displaystyle f} induziert werden kann. Für andere temperierte Distributionen (so genannte singuläre Distributionen) ist das nicht möglich, zum Beispiel für die Deltadistribution, da der Ausdruck
{\displaystyle \int _{\mathbb {R} }g(x)\delta (x)dx}
rein formal ist und kein Lebesgueintegral darstellt.

### Der Annihilatorraum
Mit Hilfe der Dualen Paarung lässt sich für beliebige Vektorräume  {\displaystyle X} eine Verallgemeinerung des orthogonalen Komplements einer Menge {\displaystyle S\subset X} definieren, der so genannte Annihilatorraum
{\displaystyle S^{0}=\lbrace f\in X^{\prime }\mid f(S)=\lbrace 0\rbrace \rbrace .}

## Die duale Paarung in der Physik
In der Physik wird die duale Paarung gewöhnlich anders definiert, so dass die Reihenfolge von Vektorraum und Dualraum vertauscht ist. Man erhält
{\displaystyle \langle \cdot ,\cdot \rangle :X^{\prime }\times X\rightarrow K,(l,x)\mapsto \langle l,x\rangle =l(x).}
Ein Grund, der für diese Definition spricht, mag die Ähnlichkeit zum euklidischen Skalarprodukt sein. Dort kann man nämlich Vektoren als Spaltenvektoren auffassen und die zugehörigen Funktionale als Zeilenvektoren. Dann gilt mit den Rechenregeln der Matrizenmultiplikation
{\displaystyle \langle \cdot ,\cdot \rangle :(\mathbb {R} ^{n})^{\prime }\times \mathbb {R} ^{n}\rightarrow \mathbb {R} ,(x,y)\mapsto \langle x,y\rangle =(x_{1},\ldots ,x_{n}){\begin{pmatrix}y_{1}\\\vdots \\y_{n}\end{pmatrix}}.}

### Bra-Ket-Schreibweise
Im Bra-Ket-Formalismus, der in der Quantenmechanik häufig benutzt wird, werden Vektoren als Ket-Vektoren in der Form {\displaystyle |y\rangle } und Elemente des Dualraums als Bra-Vektoren in der Form {\displaystyle \langle x|}  geschrieben. Vergleicht man diese Notation mit der obigen Bemerkung über das euklidische Skalarprodukt, so erkennt man, dass hier dieselbe Idee zugrunde liegt, nämlich dass man ein Skalarprodukt formal als Produkt aus einem Funktional und einem Vektor schreiben kann.
Allerdings sei angemerkt, dass hier keine duale Paarung zugrunde liegt, da die Vektorräume in der Quantenmechanik häufig komplexe Räume sind und das Skalarprodukt daher sesquilinear ist. Dennoch ist diese der dualen Paarung verwandte Notation nützlich, da sie ein intuitives Rechnen mit Vektoren, Funktionalen und Skalarprodukten ermöglicht.